# Alright, Still
Alright, Still är den brittiska popsångerskan Lily Allens debutalbum, utgivet den 17 juli 2006. Albumet klättrade till nummer två på UK Albums Chart.
Fyra singlar från albumet utgavs mellan juli 2006 och mars 2007. Singeln "Smile" nådde den brittiska singellistans förstaplats.

## Låtförteckning
1. "Smile" (Clement Dodd, Darren Lewis, Iyiola Babalola, Jackie Mittoo, Lily Allen) – 3:15
2. "Knock 'Em Out" (Darren Lewis, Earl King, Iyiola Babalola, Lily Allen) – 2:55
3. "LDN" ( Arthur 'Duke' Reid, Darren Lewis, Iyiola Babalola, Lily Allen) – 3:05
4. "Everything's Just Wonderful" (Greg Kurstin, Lily Allen) – 3:24
5. "Not Big" (Greg Kurstin, Lily Allen) – 3:14
6. "Friday Night" (Johnny Bull, Lily Allen, Pablo Cook) – 3:06
7. "Shame for You" (Blair Mackichan, Lily Allen) – 4:06
8. "Littlest Things" (Herve Roy, Lily Allen, Mark Ronson, Pierre Bachelet) – 2:54
9. "Take What You Take" (Darren Lewis, Iyiola Babalola, Lily Allen) – 4:06
10. "Friend Of Mine" (Chris Jasper, Darren Lewis, Ernest Isley, Iyiola Babalola, Lily Allen, Marvin Isley, O'Kelly Isley, Ronald Isley, Rudolph Isley) – 3:57
11. "Alfie" (Greg Kurstin, Lily Allen) – 2:42

## Medverkande
- Lily Allen – sång, piano

Bidragande musiker
- Oli Bayston – keyboard
- Trevor Edwards – trombon
- John Ellis – keyboard
- Paul Farr – gitarr
- Clive Hunte – basgitarr
- Michael Lee – saxofon
- Darren Lewis – keyboard
- Mark Nicholls – gitarr
- Paul Powell – trummor
- Mark Ronson – percussion
- Michael Rose – saxofon
- Gabriel Roth – basgitarr
- Eddie Thornton – trumpet
- John Waddington – basgitarr
- Jonny Wimbolt-Lewis – trummor